# Hugues Maurice de Montboissier

Armoiries familiales

Hugues de Montboissier fait partie d'un illustre lignage d'Auvergne, les Paillers-Montboissier, en Livradois. Autour de l'an mille, pour se faire pardonner un crime, et de retour d'un pèlerinage au sanctuaire de Saint-Michel du Monte Gargano il fonde un monastère en Piémont italien, l'Abbaye Saint-Michel-de-la-Cluse, où était déjà établie une vie érémitique. Sa famille aura une vénération toute particulière pour saint Michel et sa fondation italienne, ainsi que pour saint Maurice, autre saint guerrier des Alpes.